# Winifred del Galles
Winifred, o Vinfreda del Galles, in lingua originaria Gwenfrewi o Winifrid (Clwyd, VII secolo – Gwytherin, 660), è stata una badessa gallese.
È venerata come santa dalla Chiesa cattolica, dalla Chiesa ortodossa e dalla Comunione anglicana e, in particolare, è la santa gallese più venerata, anche al di fuori del Galles. 

## Storia
Tutte le notizie che abbiamo su di lei risalgono a due Vite scritte diversi secoli dopo la sua morte, la prima scritta da un monaco di Basingwerk è in latino, la seconda, più tardiva, è di Roberto di Shrewsbury, per cui molti episodi della sua vita sono avvolti nella leggenda.
Winifred era figlia di Tyfid ap Eiludd, ricco soldato e proprietario terriero di Tegeingl,. La madre, Wenlo, era sorella di San Beuno e lontanamente imparentata con i re del Galles del sud.
Di lei si era innamorato il giovane guerriero Caradog di Hawarden, il quale ricevette da lei ripetuti rifiuti. Un giorno Caradog tentò di farle violenza, costringendo Winifreda a fuggire; lui la inseguì fino alla cappella fatta costruire da San Beuno e le tagliò la testa. Dal terreno dove era caduta la testa di Gwenfrewi sgorgò subito una sorgente. Sopraggiunse San Beuno che invocò il castigo di Dio su Caradog, il quale cadde al suolo morto. Secondo una credenza popolare il terreno si aprì per inghiottire Caradog. Poi San Beuno prese la testa recisa, la posò sul collo e Winifreda miracolosamente resuscitò.
Dopo questo evento, Winifred entrò in un monastero a Gwytherin, nel Denbighshire, dove restò per altri quindici anni, fino alla morte, divenendone la badessa.

## Culto
Dopo la sua morte, avvenuta nel 660, Winifred venne sepolta nella sua abbazia. Nel 1138, le sue reliquie furono trasportate con grande solennità nell'abbazia di Shrewsbury. Il suo santuario divenne una delle principali mete di pellegrinaggio nel Tardo Medioevo fino alla sua distruzione avvenuta nel 1540 su ordine di Enrico VIII.

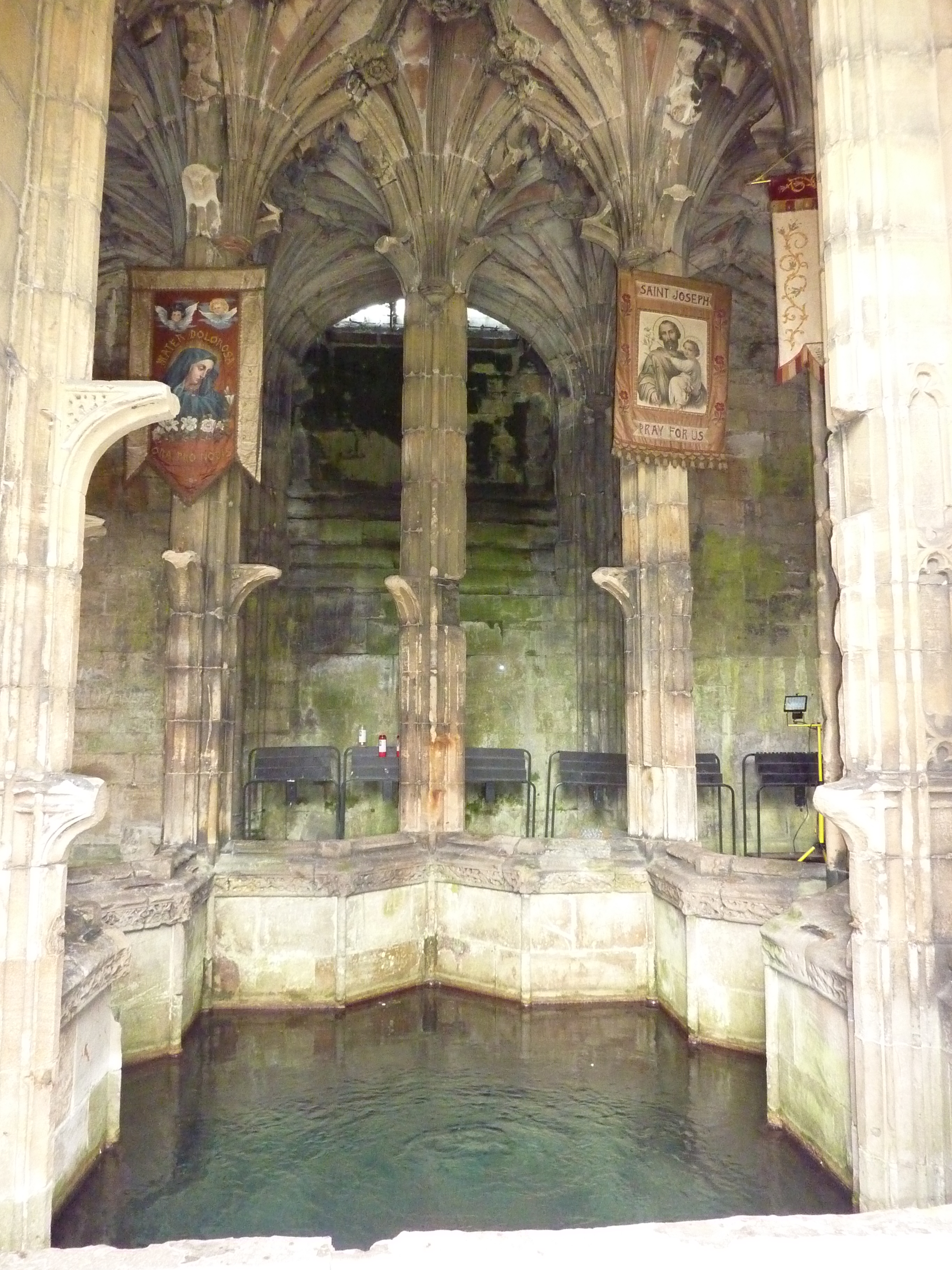
La sorgente di Santa Winifred, Holywell

Winifred è stata venerata come santa fin dal momento della sua morte. Il suo culto è legato principalmente alla sua sorgente miracolosa di Sychant, che viene chiamata ancora oggi dagli inglesi Holy Well (sorgente santa) e dai gallesi Treffynnon. Dopo il bagno in essa, dal VII secolo fino ai nostri giorni, si sono verificate molte guarigioni miracolose ed è il luogo più frequentato dai pellegrini nel Galles; il luogo è chiamato Fonte di Santa Winifred (St Winifred's Well) e si trova nella cittadina gallese di Holywell, che è considerata la Lourdes del Galles.

## Martirologio romano
Nell'edizione 2004 del Martirologio romano, Santa Winifred è riportata in data 2 novembre con il nome latino Winefrídae. Di lei il martirologio dice: "Presso la fonte in località Holywell in Galles, santa Winifred, vergine, venerata come illustre monaca".
Nel corrente calendario liturgico Cattolico romano in uso nel Galles, la santa è commemorata il 3 novembre visto che il 2 novembre è designato come il giorno dei defunti.
Il martirio della santa viene invece ricordato il 22 giugno.

## Riferimenti nella letteratura moderna
La traslazione della salma nell'Abbazia di Shrewsbury è l'evento attorno a cui ruota la trama di "La Bara d'Argento", primo romanzo del Ciclo delle Indagini di fratello Cadfael di Ellis Peters. La devozione alla Santa è comunque un tema ricorrente in quasi tutti i venti romanzi della serie.